# زمین‌لرزه یونان
زمین‌لرزه یونان ممکن است به یکی از موارد زیر اشاره داشته باشد:
- زمین‌لرزه ۱۹۰۳ یونان
- زمین‌لرزه ۱۹۸۶ یونان
- زمین‌لرزه ۱۹۹۵ یونان
- زمین‌لرزه ۱۹۶۸ یونان
- زمین‌لرزه ۲۰۰۶ یونان
- زمین‌لرزه ۱۹۳۳ یونان
- زمین‌لرزه ۱۹۸۱ یونان
- زمین‌لرزه ۱۹۲۶ یونان
- زمین‌لرزه ۱۹۵۴ یونان
- زمین‌لرزه ۱۹۵۶ یونان